# 格言 (杂志)
格言，2003年创建于中国大陆的一款综合类读物，包含散文、诗歌、杂文、演讲词、小品文等多种文体，内容涉及古今中外的政治、经济、军事、社会生活等各领域，以面向青少年读者群为主的杂志。

## 简介
《格言》创刊于2003年，黑龙江出版社出版发行，最初为月刊，自从2006年改为半月刊。

## 版面
《格言》的版面分为五大块：思想着、口技、阅读中、亲爱的、反对。
每期的卷首语固定为某一句反其意而用之的名言或俗语，如“三十六计走为下”“人可貌相”等。